# Liste der Kulturdenkmäler in Birkenbeul
In der Liste der Kulturdenkmäler in Birkenbeul sind alle Kulturdenkmäler der rheinland-pfälzischen Gemeinde Birkenbeul aufgelistet. Grundlage ist die Denkmalliste des Landes Rheinland-Pfalz (Stand: 4. Mai 2023).

## Einzeldenkmäler
| Bezeichnung | Lage                | Baujahr                  | Beschreibung                                                    | Bild |
| ----------- | ------------------- | ------------------------ | --------------------------------------------------------------- | ---- |
| Wohnhaus    | Schulstraße 18 Lage | 17. oder 18. Jahrhundert | Fachwerkhaus, verkleidet, wohl aus dem 17. oder 18. Jahrhundert | BW   |